# Космос-2346
Космос-2346 је један од преко 2400 совјетских вјештачких сателита лансираних у оквиру програма Космос.
Космос-2346 је лансиран са космодрома Плесецк, Русија, 23. септембра 1997. Ракета-носач Космос је поставила сателит у орбиту око планете Земље. 